# Dziura w Czarnej Turni IV
Dziura w Czarnej Turni IV – jaskinia w Dolinie Strążyskiej w Tatrach Zachodnich. Wejście do niej znajduje się w Dolinie Grzybowieckiej, w grzbiecie Łysanek, pod ścianą Czarnej Turni, w pobliżu Dziury w Czarnej Turni III, na wysokości 1260 m n.p.m. Długość jaskini wynosi 5,2 metrów, a jej deniwelacja 4,9 metrów.

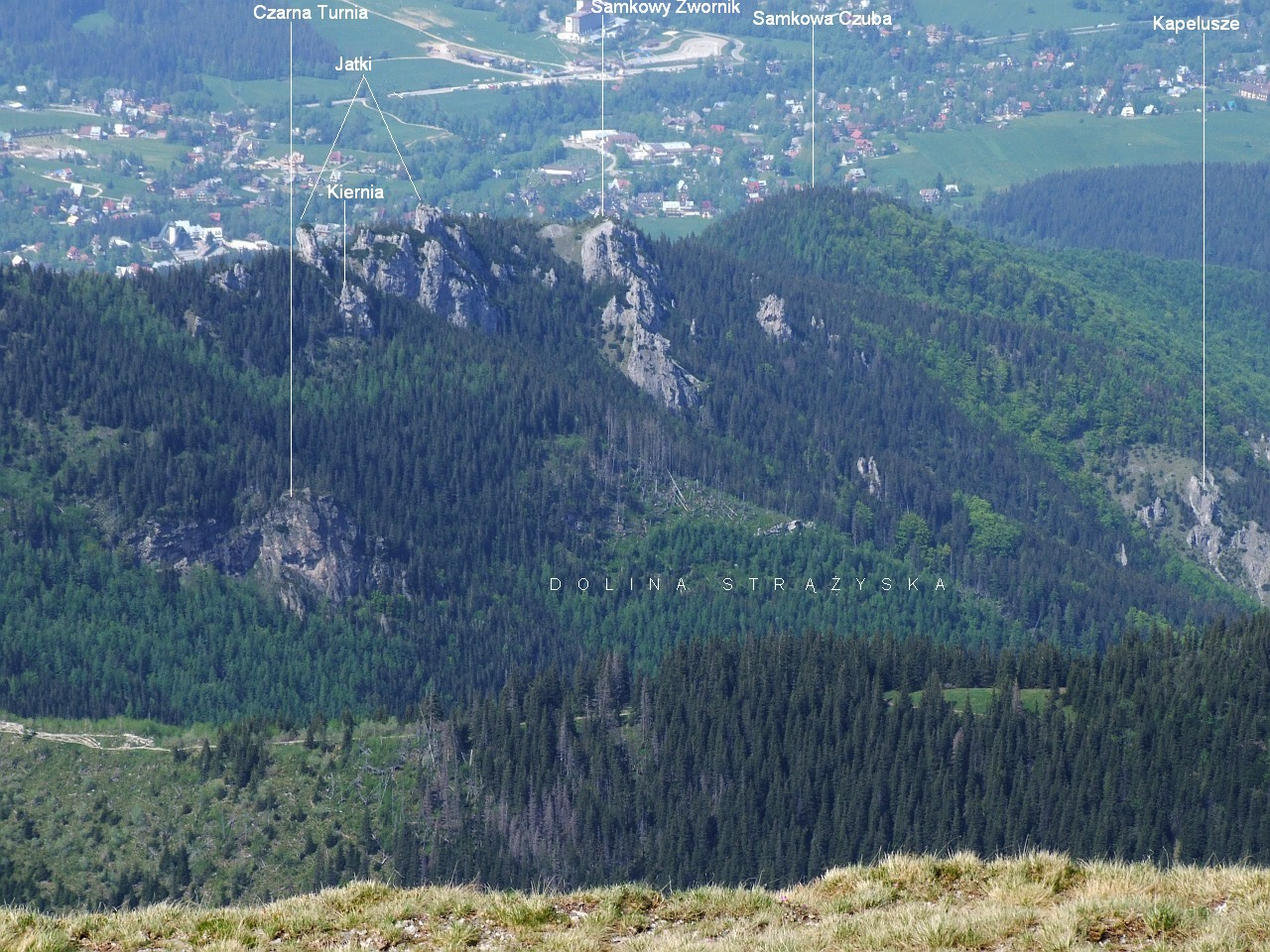
Grzbiet Łysanek. Po lewej Czarna Turnia

## Opis jaskini
Jaskinię stanowi kominek idący od dużego otworu dolnego do ciasnego i szczelinowego otworu górnego.

## Przyroda
W jaskini można spotkać nacieki grzybkowe. Na ścianach rosną mchy i porosty.

## Historia odkryć
Jaskinia była znana od dawna.Jej plan i opis sporządził F. Filar 10 sierpnia 2017 roku.